# Chala
Chala là một thị trấn thống kê (census town) của quận Kannur thuộc bang Kerala, Ấn Độ.

## Nhân khẩu
Theo điều tra dân số năm 2001 của Ấn Độ, Chala có dân số 15.530 người. Phái nam chiếm 47% tổng số dân và phái nữ chiếm 53%. Chala có tỷ lệ 83% biết đọc biết viết, cao hơn tỷ lệ trung bình toàn quốc là 59,5%: tỷ lệ cho phái nam là 86%, và tỷ lệ cho phái nữ là 81%. Tại Chala, 12% dân số nhỏ hơn 6 tuổi.